# Kunersdorfi csata
„A mai napon, délelőtt 11 órakor megtámadtam az ellenséget. (…) Csapataim csodákat műveltek, de megszámlálhatatlanul nagy veszteségek árán. Embereimen erőt vett a zavar. Három alkalommal gyűjtöttem össze őket újra. A legvégén engem is a hadifogság réme fenyegetett, így vissza kellett vonulnom. Kabátom több helyütt lyukas a golyóktól, két lovat lőttek ki alólam. Óriási balszerencse, hogy még életben vagyok. (…) Vereségünk nagyon is egyértelmű: Irányításom alatt 3000 ember van egy 48000 főt számláló hadseregből. Mikor e jelentést írom mindenki menekül, nem vagyok többé csapataim vezére. A Berlinben lévők biztonsága vigyázandó. …Kegyetlen kudarc ez, melyet nem fogok túlélni. A vereség következményei még a vereségnél, magánál is rosszabbak. Nem áll rendelkezésemre több erőforrás, és - őszintén bevallom - úgy hiszem, minden elveszett. Hazám végzetét nem fogom túlélni. Isten veletek örökre!” II. Frigyes király levele Berlinbe a csata után.
A kunersdorfi csata a hétéves háború egyik legnagyobb ütközete volt, melyben az osztrák-orosz sereg súlyos vereséget mért a II. Frigyes vezette porosz erőkre. Ez a csata volt Frigyes pályafutásának legsúlyosabb kudarca, főleg azért, mert az ő hibájából változott a győzelemre álló csata katasztrófává.

## Előzmények
Frigyes 1757-ben sikerrel verte vissza az ellene irányuló támadásokat, magánál tartotta a kezdeményezést és támadó hadjáratokat is vezetett a mai Csehország területére, azonban a keletről támadó orosz hadsereg azzal fenyegetett, hogy elfoglalja a porosz fővárost, Berlint, így Frigyes 1758 végére védekezésre kényszerült. A zorndorfi csatában még visszaszorította az orosz csapatokat, de Hochkirchnél vereséget szenvedett az osztrák erőktől. Frigyes a következő évben már nem tudta teljesen megakadályozni a szövetségesek egyesülését, egy osztrák kontingens Ernst von Laudon vezetésével a Pjotr Szaltikov parancsnokolta orosz csapatokkal együtt indult meg Berlin felé. Frigyes összeszedte minden nélkülözhető emberét és eléjük állt, remélve, hogy kicsikar egy gyors és fontos győzelmet, majd ismét az osztrákok ellen fordulhat, mint ahogy azt 1757-ben már megtette.

## A csata
A csata a poroszok szárnytámadásával kezdődött, és sikerrel járt. Ha Frigyes ekkor megáll és megelégszik az ellenség visszavonulásával (ahogy azt öccse javasolta neki), a csata porosz győzelemmel zárult volna. A király azonban ezúttal túlbecsülte seregeinek erejét és alábecsülte az oroszokat, akik pedig már Zorndorfnál bebizonyították, hogy szívósan állják a rohamokat. Ez történt most is, mindkét fél súlyos veszteségeket szenvedett, a csata pedig döntetlenre állt, ekkor avatkozott bele a harcba az eddig tartalékolt osztrák lovasság is, visszaverve a poroszokat.
Frigyes azonban rendezetten vonult vissza, tüzérségével továbbra is nyomás alatt tartva a szövetségeseket. A csata befejező szakaszaként a porosz lovasság indult rohamra, az orosz centrum és tüzérség ellen. Ez katasztrófába torkollott, a lovasság teljes rendezetlenségben vonult vissza, súlyos veszteségeket szenvedve. Ekkor a szövetséges lovasság, horvát könnyűlovasság, osztrák vértesek, orosz lovasság indult támadásra és szétszórta a porosz sereg martalékait, ami fejvesztetten menekülni kezdett.
Maga Frigyes is alig kerülte el a fogságba esést. Egymaga állt ki egy dombra szemben az ellenséggel, azzal a céllal, hogy vagy feltartja az üldözőket egyedül, vagy meghal. Meg is halt volna, ha egy 200 fős csapat nem vágtat oda időben és nem vágja ki a királyt ellenségei gyűrűjéből.

## Következmények
A szövetségesek halottakban és sebesültekben 15 000 főt vesztettek, míg a poroszok közel 20 000 embert és 172 ágyút, valamint 25 000 katona szóródott szét a környező területeken. Berlinbe a királlyal alig 3000 ember tért haza. A vereség hatására Frigyes elvesztette a reményt a háború megnyerésére, azonban a menekültek tömeges visszatérése, mely ismét 30 000 főre növelte serege létszámát, valamint néhány kisebb győzelem a franciák ellen meggyőzte őt a háború folytatásáról.
A közvetlen katonai következmények azonban így is súlyosak voltak. Az orosz–osztrák haderő elfoglalta Poroszország nagy részét, Frigyes királyságát csak Erzsébet cárnő halála menthette meg 1762-ben.